# Belmont (Louisiane)
Pour les articles homonymes, voir Belmont.
Belmont est une census-designated place de la paroisse de Sabine, en Louisiane, aux États-Unis. 